# Midland (Ontario)
Midland è un comune del Canada, situato nella provincia dell'Ontario, nella contea di Simcoe. Situata sull'estremità meridionale della Georgian Bay, Midland è il principale comune e il centro economico della regione.

## Storia

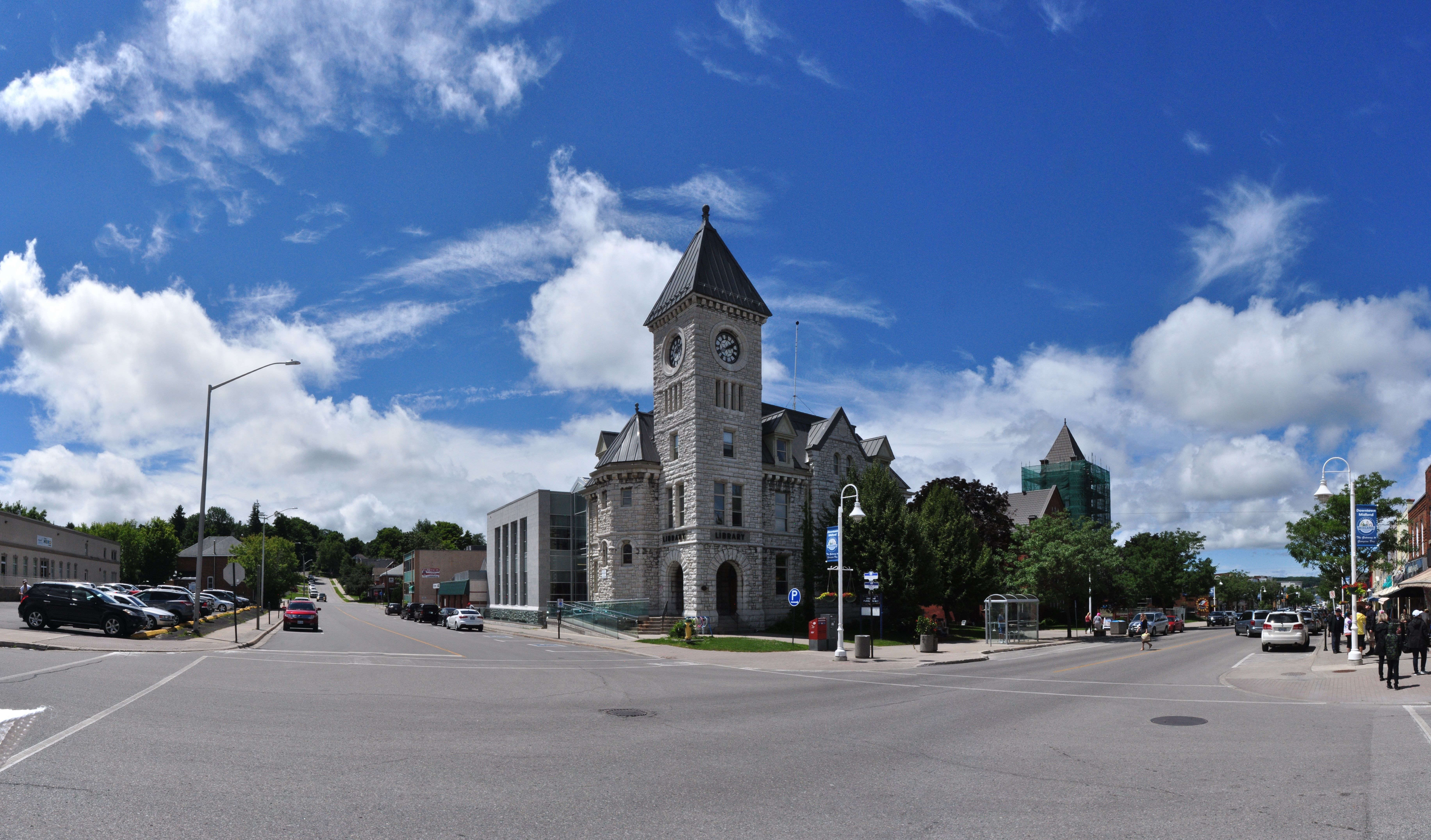
Biblioteca cittadina

L'area su cui sorge Midland faceva parte dei territori abitati dagli Uroni prima dell'arrivo dei coloni europei. La missione gesuita di Sainte-Marie tra gli Uroni fu il primo insediamento di europei nell'entroterra a partire dalla vallata del fiume San Lorenzo. Costruita nel 1639, la missione venne usata come base tra gli Uroni finché venne abbandonata nel 1649 a seguito dell'attacco degli Irochesi, che portò gli stessi gesuiti a dar fuoco alla missione per evitare la cattura. Verso la metà del XIX secolo arrivarono nuovi coloni che si stabilirono in quella che venne rinominata Mundy's Bay.
Lo sviluppo del villaggio di Midland avvenne 1871 quando la Midland Railway of Canada scelse di prolungare e concludere nella scarsamente popolata comunità della Mundy's Bay la linea ferroviaria che da Port Hope portava fino a Beaverton. La linea ferroviaria venne completata nel 1879 e la stessa compagnia ferroviaria iniziò a vendere lotti nel villaggio per incentivare l'insediamento dei primi coloni. L'insediamento incominciò a crescere grazie alle rotte commerciali di legname e grano nell'area meridionale della Georgian Bay. Midland venne istituito come comune nel 1890. L'economia della città si sviluppò grazie alla presenza di piccole realtà industriali e grazie al turismo in quest'angolo della baia. La cantieristica navale era anche uno dei principali perni dell'economia locale finché i cantieri vennero spostati a Collingwood nella metà del XX secolo. Il 23 giugno 2010 Midland venne colpita da un tornado di categoria F2 che causò ingenti danni all'abitato.

## Monumenti e luoghi d'interesse

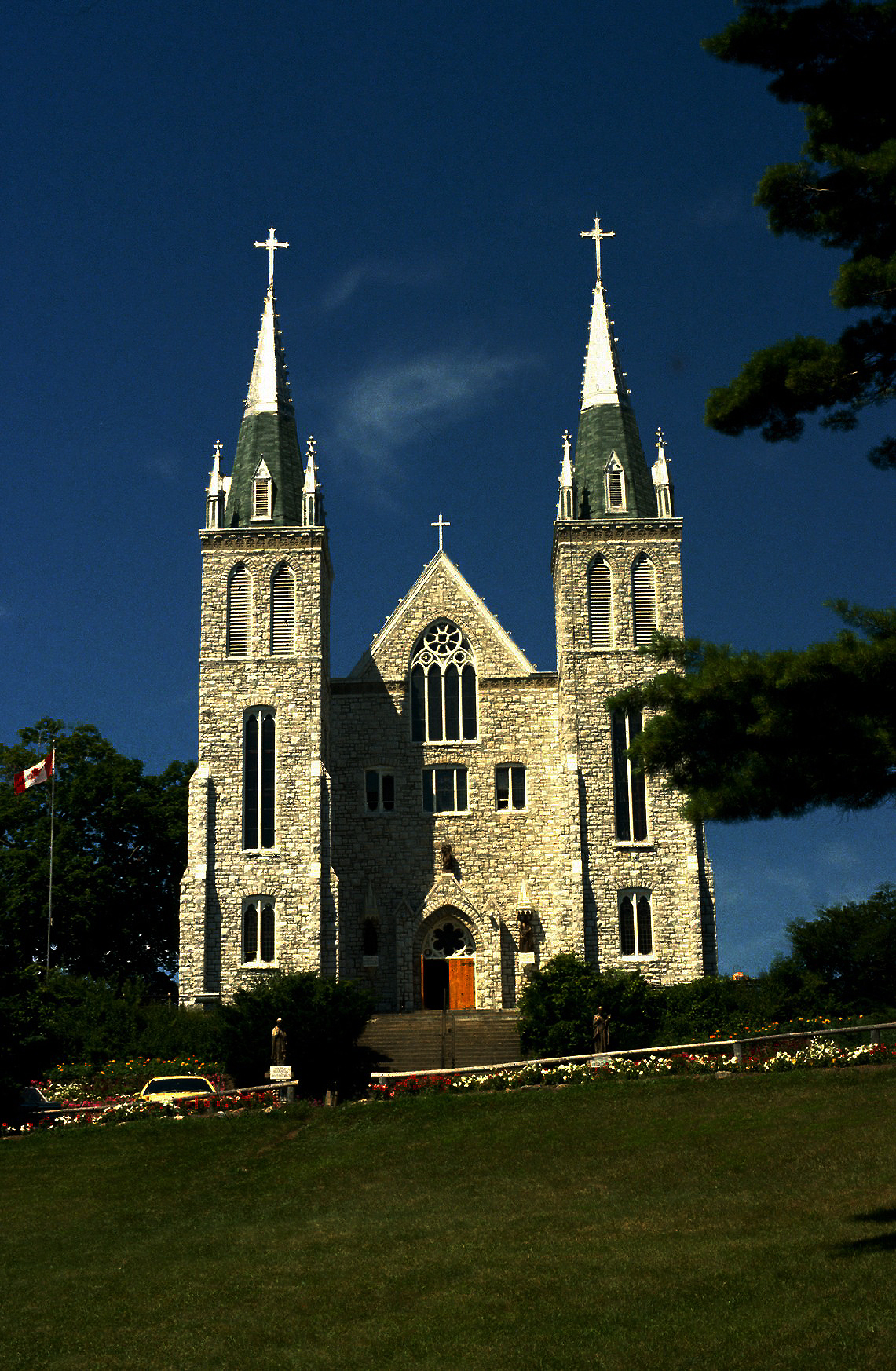
Santuario dei martiri canadesi

Nell'abitato di Midland sono presenti una serie di murali originariamente dipinti dall'artista Fred Lenz nel 1994. Tra questi spicca il murale dedicato all'incontro tra un nativo locale e il missionario gesuita Jean de Brébeuf.
Poco fuori Midland sorge il sito della missione gesuita di Sainte-Marie tra gli Uroni, avviata nel 1615, rinnovata nel 1634 con l'arrivo di Jean de Brébeuf e altri due sacerdoti gesuiti, venne bruciata e abbandonata dagli stessi missionari a seguito di un devastante attacco degli Irochesi sugli Uroni. Lì dove era presente la missione è stato creato un museo all'aperto che ricrea la vita nella missione nel XVII secolo.
Nei pressi di Sainte-Marie tra gli Uroni sorge il santuario dei martiri canadesi, una chiesa cattolica che commemora i santi martiri canadesi, otto missionari della missione, tra i quali lo stesso Jean de Brébeuf, che subirono il martirio durante le guerre tra Uroni e Irochesi. Il 15 settembre 1984 Papa Giovanni Paolo II visitò il santuario nel corso della sua visita pastorale nel Canada.
Sempre nei pressi di Sainte-Marie sorge il Wye Marsh Wildlife Centre. La palude è l'habitat di specie quali il cigno trombettiere, considerato un simbolo del comune di Midland, il mignattino e il tarabusino minore americano.